# Нектарий (Концевич)
Епископ Нектарий (в миру Олег Михайлович Концевич; 7 (20) декабря 1905, Талсы, Курляндская губерния — 24 января 1983, Сан-Франциско, Калифорния) — епископ Русской православной церкви за границей; с 1962 года епископ Сиэтлийский, викарий Западно-Американской епархии.

## Биография
С детства жил на Украине, с десятилетнего возраста посещал с матерью Оптину пустынь, где окормлялся у старца Нектария Оптинского. Бывая в Оптиной пустыни, исполнял разные послушания с оптинской братией, любил прислуживать в алтаре, беседовать с братией о монашеской и духовной жизни.
Учился в реальном училище, окончил механический факультет Института путей сообщения. По окончании института, Олег Михайлович поступил в аспирантуру, однако в своих послужных списках 1953 и 1958 годов не указывает ничего о защите диссертации, прибавляя в то же время, что работал в должности доцента. Работал инженером.
В молодости он был физически крепким и развитым человеком и даже добивался чемпионского звания по плаванию.
Незадолго до своей кончины в 1928 году старец Нектарий передал Олега Михайловича для духовного руководства священнику Адриану Рымаренко.
23 января 1935 года посвящён во чтеца епископом Таганрогским Иосифом (Черновым). Место и обстоятельства пострижения неизвестны.
В годы немецкой оккупации Киева (1941—1943) возобновились духовные отношения о. Адриана Рымаренко и чтеца Олега Концевича. В 1943 году протоиерей Адриан эвакуировался из Киева с группой близких ему людей, в число которых входил и Олег Концевич.
Оказавшись в Берлине, протоиерей Адриан становится настоятелем Свято-Воскресенского кафедрального собора РПЦЗ в Берлине. Олег Концевич стал иподиаконом этого собора.
После войны эмигрировал в США. По-видимому, это произошло в 1949 году, когда в США переехал протоиерей Адриан Рымаренко с поручением от Архиерейского Синода строить Ново-Дивеевский женский монастырь.
24 октября 1953 года в Новой Коренной Пустыни в Магопаке епископом Серафимом (Ивановым) пострижен в мантию с именем Нектарий в честь старца Нектария.
25 октября 1953 года в Новой Коренной Пустыни архиепископом Западно-Американским и Сан-Францисским Тихоном (Троицким) рукоположён в иеродиаконы.
1 ноября 1953 года в Синодальном храме в честь иконы «Знамение Божией Матери» в Нью-Йорке митрополитом Анастасием (Грибановским) рукоположён в сан иеромонаха.
В 1954 году по благословению митрополита Анастасия иеромонах Нектарий был награждён набедренником.
26 сентября 1956 года Архиерейский Синод наградил иеромонаха Нектария золотым наперсным крестом «за его ревностное и усердное служение Святой Церкви».
17 сентября 1959 года возведён в сан игумена.
Архиерейский Синод РПЦЗ 23 февраля / 8 марта 1962 года слушал на своём заседании устное представление Председателя Синода митрополита Анастасия о поставлении игумена Нектария (Концевича) на кафедру викария Председателя Архиерейского Синода с титулом епископа Магопакского. Представление митрополита Анастасия было поддержано.
11 марта 1962 года рукоположён в сан епископа Магопаксокого, викария Западно-Американской епархии. Пока правящий архиерей, епископ Антоний (Синкевич), находился в Сан-Франциско,
епископ Нектарий окормлял паству в Лос-Анджелесе. После в 1963 году разделения Западноамериканской епархии на Лос-Анджелесскую и Сан-Францисскую епархии епископ Нектарий стал викарием последней и получил титул епископа Сиэтлского
Был ближайшим сотрудником архиепископа Иоанна (Максимовича), поддерживал его во время суда над ним в 1963 году. Свою задачу епископ Нектарий видел в продолжении на чужой земле оптинских монашеских традиций. В этом он встретил поддержку со стороны правящего архиерея — архиепископа Иоанна (Максимовича), хотя при его жизни осуществить эти планы не удалось.
Был активным сторонником причисления к лику святых Новомучеников и Исповедников Российских. Незадолго до того, как канонизация состоялась (это произошло в 1981 на Соборе РПЦЗ), говорил:

В предстоящем церковном акте прославления Новомучеников мы ощущаем надежду на избавление Отчизны нашей от уз богоборцев, так как верим в святые молитвы Угодников Божиих. Но мы также видим, как диавол и его слуги со страшной силой ополчились на Православную Веру и Церковь на нашей Родине.

Скончался 6 февраля 1983 года в Сан-Франциско.
Отпевание состоялось 10 февраля 1983 года в Свято-Троицком монастыре. Отпевание возглавил архиепископ Западно-Американский Антоний (Медведев) в сослужении архиепископа Сиракузского и Троицкого Лавра (Шкурлы), 19 священников при 2 протодиаконах и 4 диаконах.
С пением ирмосов «Помощник и покровитель» гроб был обнесен вокруг храма и предан земле за алтарем на братском кладбище Свято-Троицкого монастыря в городе Джорданвилль.

## Семья
- отец — Михаил Иванович Концевич
- мать — Александра Ивановна, урождённая Лисеневская. Приняла схиму с именем Нектария, была похоронена рядом с могилой старца Нектария, послушницей которого она являлась.
- брат — Владимир, погиб на войне
- брат — Иван Михайлович Концевич, церковный историк.
- сестра — Вера Михайловна.

## Труды
- Притча о милосердном самарянине: О любви к Богу и ближним
- Слово об исцелении десяти прокажённых